# Sessøya
Sessøya est une île et une localité du comté de Troms, en Norvège.

## Géographie
Administrativement, Sessøya fait partie de la kommune de Tromsø.